# Société française de minéralogie et de cristallographie
La société française de minéralogie et de cristallographie  (SFMC) est une société savante fondée en 1878 par Alfred Des Cloizeaux. La société a comme objectif de contribuer au développement et au rayonnement de la minéralogie et de la cristallographie en France en y associant tous les minéralogistes, cristallographes et pétrologues français. La Société française de minéralogie et cristallographie est membre de la société européenne de minéralogie (European Mineralogical Union, EMU) et de  l’association internationale de minéralogie (International Mineralogical Association, IMA).

## Histoire
La SFMC fut créée le 21 mars 1878 à l’initiative de Alfred Des Cloizeaux, professeur au muséum national d’histoire naturelle à Paris, qui réunit des scientifiques de l’époque dans la salle des actes de la Sorbonne en leur ayant au préalable fait parvenir la lettre suivante :

« Monsieur, 
Quelques minéralogistes ont pensé qu’il y aurait un certain intérêt à se réunir une fois par mois pour s’entretenir des travaux scientifiques récents qui peuvent intéresser la minéralogie. J’ai donc l’honneur de vous inviter à vouloir bien vous trouver le jeudi 21 mars à la Sorbonne, salle des Actes, escalier n°3, à 5 heures de l’après-midi. 
Agréez, Monsieur, l’assurance de ma considération distinguée »

— Alfred Des Cloizeaux.
Sur 200 personnes invitées, 43 répondirent à son appel et se firent inscrire le jour même comme membres à part entière de la société nouvellement créée. Parmi elles on peut noter la présence, entre autres, de Ferdinand André Fouqué et Auguste Michel-Lévy. Le nom de « Société française de minéralogie et de cristallographie » fut validé par tous et après quelques revirements est inchangé depuis 1974.

## Fonctionnement
La SFMC est dirigée par un président assisté d’un bureau constitué de deux vice-présidents, d'un secrétaire général, d'un secrétaire adjoint, d’un trésorier et d’un trésorier adjoint, de dix conseillers scientifiques (élus pour 4 ans) et de deux commissaires aux comptes. Le bureau comprend aussi un rédacteur du bulletin de la société qui officie comme correspondant de la revue Elements.

## Publications
La société a dès ses débuts édité une revue scientifique évaluée par les pairs, centrée sur la minéralogie, la cristallographie, la pétrologie et la métallurgie. Au cours du temps, le titre  de la revue scientifique a évolué, et il y a actuellement deux publications communes avec d'autres sociétés de minéralogie à l'échelle européenne et internationale :
- 1878-1885 : le Bulletin de la Société minéralogique de France ;
- 1886-1948 : le Bulletin de la Société française de Minéralogie ;
- 1949-1977 : le Bulletin de la Société française de Minéralogie et de Cristallographie
- 1978-1989 : le Bulletin de Minéralogie ;
- depuis 1990, European Journal of Mineralogy ;
- depuis 2005, Elements.

Le Bulletin de la Société minéralogique de France (1878-1885) et le Bulletin de la Société française de Minéralogie (1886-1948) sont numérisés et disponibles en ligne sur le site Gallica de la Bibliothèque nationale de France. Depuis décembre 2019 le Bulletin de la Société minéralogique de France (1878-1885), le Bulletin de la Société française de Minéralogie (1886-1948), le Bulletin de la Société française de Minéralogie et de Cristallographie (1949-1977) et le Bulletin de Minéralogie (1978-1989) sont disponibles au format pdf sur le site de Persée.

## Prix décernés: Prix Haüy-Lacroix et Merit Award
La Société française de minéralogie et de cristallographie décerne chaque année le prix Haüy-Lacroix à un ou deux jeunes chercheurs ayant récemment soutenu une thèse de doctorat dans l’un des domaines de recherche intéressant la SFMC : 
- minéralogie, géochimie, science des matériaux ;
- étude des minéraux dans leur contexte pétrologique et géologique ;
- cristallographie.

Le prix est nommé en mémoire de René Just Haüy et Alfred Lacroix, minéralogistes français dont les travaux ont permis des avancées majeures dans leurs disciplines.

### Lauréats du prix Haüy-Lacroix depuis 1995[7]
- 1995 Bertrand Devouard
- 1996 Tahar Hammouda
- 1997 Lydie le Forestier
- 1998 Valérie Tonazzio
- 1999 Violaine Voegelé-Maltier
- 2000 Bénédicte Menez
- 2001 Karine Demyk
- 2002 Frédéric Feder
- 2003 Philippe Carrez
- 2004 Benoit Gibert
- 2005 Mathieu Roskosz
- 2006 Hélène Gailhanou
- 2007 Emmanuel Gardes et Anne Verlaguet
- 2008 Mélanie Auffan
- 2009 Sylvain Bernard
- 2010 Amélie Bordage et Lydéric France
- 2011 Aurélie Violette et Johan Villeneuve
- 2012 Franck Bourdelle
- 2013 Julien Feneyrol et Pierre Lanari
- 2014 Julie Cosmidis et Benjamin Malvoisin
- 2015 Camille Cartier et Marjorie Etique
- 2016 Julien Amalberti et Boris Chauviré
- 2017 Alexandra Goryaeva et William Rapin
- 2018 Simon Couzinié
- 2019 Julie Aufort et Lionel Vacher
- 2020 Yann Foucaud et Adrien Néri
- 2021 David Bekaert
- 2022 Pierre Lefebvre et Ségolène Rabin
- 2023 Clément Herviou et Rémy Pierru
- 2024 Chloé Truong
- 2025 Jeanne Caumartin et Timmo Weidner

Depuis 2020, la SFMC décerne également le 'Merit Award', distinction décernée à une chercheuse ou un chercheur pour l'ensemble d'une carrière, ou à un groupe de recherche pour un travail majeur.

### Lauréats du Merit Award depuis 2020[8]
- 2020 : Georges Calas
- 2022 : Christian Chopin
- 2024 : Isabelle Daniel
- 2025 : Sylvie Demouchy

## Liste des présidents
- 1878 Alfred Des Cloizeaux
- 1879 François Ernest Mallard
- 1880 Alexis Damour
- 1881 Charles Friedel
- 1882 Gabriel Auguste Daubrée
- 1883 Ferdinand André Fouqué
- 1884 A. Cornu
- 1885 Albert De Lapparent
- 1886 Émile Bertrand
- 1887 Edouard Jannettaz
- 1888 H. Dufet
- 1889 Alfred Des Cloizeaux
- 1890 Marie-Adolphe Carnot
- 1891 Grégoire Wyrouboff
- 1892 François Ernest Mallard
- 1893 Léon Bourgeois
- 1894 Auguste Michel-Lévy
- 1895 Alfred Lacroix
- 1896 Paul-Gabriel Hautefeuille [9]
- 1897 Pierre Termier
- 1898 Henry Le Chatelier
- 1899 Frédéric Wallerant
- 1900 Paul-Gabriel Hautefeuille
- 1901 Émile Bertrand
- 1902 Grégoire Wyrouboff
- 1903 L. Michel
- 1904 H. Dufet
- 1905 Frédéric Wallerant
- 1906 Albert De Lapparent
- 1907 Henri Moissan
- 1908 Alfred Lacroix
- 1909 P. Gaubert
- 1910 Henry Le Chatelier
- 1911 Pierre Termier
- 1912 Arnaud de Gramont (1861-1923)
- 1913 Hippolyte Copaux
- 1914 G. Bardet
- 1915 H. Arsandaux
- 1916 Frédéric Wallerant
- 1917 Alfred Lacroix
- 1918 Arnaud de Gramont (1861-1923)
- 1919 L. Michel
- 1920 Charles Moureu
- 1921 Colonel Azéma
- 1922 Pierre Termier
- 1923 Lucien Cayeux
- 1924 Charles Victor Mauguin
- 1925 M. Delepine
- 1926 F. Grandjean
- 1927 Alfred Lacroix
- 1928 H. Hubert
- 1929 Jean Orcel
- 1930 Frédéric Wallerant
- 1931 Alfred Lacroix
- 1932 L. Vésigné Colonel.
- 1933 Abbé C. Gaudefroy
- 1934 P. Gaubert
- 1935 Charles Victor Mauguin
- 1936 Albert Michel-Lévy
- 1937 Georges Urbain
- 1938 E. Glasser
- 1939 F. Blondel
- 1940-1943 A. Lacroix
- 1944 Edmond Friedel [10]
- 1945 Jean Wyart
- 1946 Albert Michel-Lévy [11]
- 1947 Albert Portevin [12]
- 1948 Jean Orcel
- 1949 G. Chaudron
- 1950 Charles Victor Mauguin
- 1951 N. Boubée
- 1952 J. Laval
- 1953 P. Chevenard
- 1954 R. Hocart
- 1955 A. Jourdain
- 1956 Simone Caillère
- 1957 E. Raguin
- 1958 J. Jung
- 1959 P. Olmer
- 1960 A. Guinier
- 1961 L. Barrabé
- 1962 L. Capdecomme
- 1963 P. Pruvost
- 1964 P. Urbain
- 1965 J. Garrido
- 1966 C. Guillemin
- 1967 Hubert Curien
- 1968 Jean Rose
- 1969 G. Sabatier
- 1970 L. Glangeaud
- 1971 Y. Letort
- 1972 André Herpin
- 1973 P. Laffitte
- 1974 S. Goldsztaub
- 1975 A. Authier
- 1976 H. Saucier
- 1977 G. Deicha
- 1978 C. Levy
- 1979 V. Gabis
- 1980 R. Wey
- 1981 Raymond Kern
- 1982 Robert Brousse
- 1983 Jean-Pierre Eberhart
- 1984 R. Pierrot
- 1985 Bernard Poty
- 1986 Martine Lagache
- 1987 Jacques Fabries
- 1988 J. Protas
- 1989 Jacques Kornprobst
- 1990 Christian Willaime
- 1991 J-M. Cases
- 1992 Georges Calas
- 1993 Zdenek Johan
- 1994 Alain Baronnet
- 1995-1996 Bertrand Fritz
- 1997-1999 Jean-Claude Doukhan
- 2000-2001 Micheline Boudeulle
- 2002-2003 Jean-Robert Kienast
- 2004-2005 Jean Dubessy
- 2006-2007 Catherine Mevel
- 2008-2009 Patrick Cordier
- 2010-2011 Anne-Marie Karpoff
- 2012-2015 Bruno Goffé
- 2016-2019 Bertrand Devouard
- 2020-2023 Michel Grégoire
- depuis 2024 Nathalie Bolfan-Casanova